# Duel a mort a Rio Rojo
 Duel a mort a Rio Rojo (títol original en anglès: The Last Challenge) és una pel·lícula estatunidenca de Richard Thorpe estrenada el 1967. Ha estat doblada al català.

## Argument
Des que ha decidit passar al costat de la llei, el xèrif Dan Blaine fa de tot per oblidar el seu passat de pistoler. Tanmateix, la seva reputació de fi tirador atreu l'atenció de joves fugitius a qui agradaria mesurar-se amb ell en un duel. Aquesta mateixa ambició empeny Lot McGuire a instal·lar-se en la ciutat. Malgrat la sòlida amistat que s'ha construït entre el xèrif i el jove brètol i les múltiples temptatives de Lisa, la propietària del saloon, per impedir-ho, el duel té finalment lloc...

## Repartiment
- Glenn Ford: el xèrif Dan Blaine
- Angie Dickinson: Lisa Denton
- Chad Everett: Lot McGuire
- Gary Merrill: Squint Calloway
- Jack Elam: Ernest Scarnes
- Delphi Lawrence: Marie Webster
- Royal Dano: el cap indi Pretty Horse
- Kevin Hagen: Frank Garrison
- Florence Sundstrom: "Outdoors"
- Marian Collier: Sadie
- Robert Sorrells: el xèrif adjunt Harry Bell
- John Milford: Turpin
- Frank McGrath: Ballard Weeks
- Mark Allen: Dave Webster

## Al voltant de la pel·lícula
- És l'últim film de Richard Thorpe